# Роуч, Уильям
Уильям Патрик Роуч (англ. William Patrick Roache; род. 25 апреля 1932, Ноттингем) — английский актёр, наиболее известный по роли Кена Барлоу в мыльной опере «Улица Коронации».

## Биография
Роуч родился 25 апреля 1932 года в пригороде Ноттингем. Он вырос в Илкестоне, Дербишир, где посещал школу Штайнера, основанную его дедом, врачом и хирургом. Его дед был масоном, который интересовался такими вещами, как теософия, эзотерика, гипноз, спиритуализм и гомеопатия, а также учением философа и педагога Рудольфа Штайнера. Позже Роуч получил образование в школе Райдел. 
Уильям Роуч вступил в британскую армию и был зачислен в Королевские фузилеры Уэльса в 1953 году. Год спустя ему было присвоено звание лейтенанта. Он ушёл в отставку в 1956 году в звании капитана. Из-за разорвавшегося минометного снаряда во время военной службы он страдает от шума в ушах.

## Карьера
После ухода из армии Роуч занялся актёрским мастерством. Он появлялся в различных сценических постановках, затем сыграл роли без титров в нескольких фильмах, а позже получил небольшие роли в телевизионных сериалах. Он сыграл второстепенную роль оператора космического центра в фильме Нормана Уиздома «Порода бульдогов». Незадолго до прихода в «Улицу Коронации» в начале программы в 1960 году Роуч сыграл главную роль в пьесе телевидения Гранады под названием «Топчущееся время».
16 октября 1985 года, всего за несколько недель до 25-й годовщины своего дебюта на Улице Коронации, Роуч появился в качестве героя телешоу «Это твоя жизнь». «Кен и я», первая автобиография Роуча, была опубликована в 1993 году и охватывает его жизнь на экране и за его пределами. В 1999 году Роуч стал лауреатом премии «British Soap Awards» за пожизненные достижения за роль Кена Барлоу. В 2003 году Роуч появился в сериале «Знаменитости звёзды в их глазах» в роли Перри Комо, исполняющего песню «Поймай падающую звезду».
13 апреля 2012 года Пирс Морган взял интервью у Роуча для своего сериала «Истории жизни Пирса Моргана». 26 сентября 2012 года Роуч был показан в сериале BBC «Кем ты себя возомнил?».
В настоящее время он является актёром, дольше всех работающим в сериале «Улица Коронации», поскольку был в актёрском составе с первого эпизода.
В настоящее время Роуч удерживает рекорд по продолжительности пребывания в постоянной роли на телевидении.